# 拉哥斯街 (巴士總站)
拉哥斯街（葡萄牙語：Rua do Lagos），位於澳門氹仔島嘉模堂區一個已停用的終點站。

## 簡介及歷史
- 2011年6月13日，配合第四階段巴士路線調整實施，澳門大學接駁巴士正式獲編號為37，同時為配合“新世紀酒店”站分流，本站設立，該線改以本站為總站。[1][2]

- 2014年4月22日至5月21日，為配合民政總署進行下水道整治工程，本站臨時停用，並於南京街電訊綜合大樓旁增設臨時巴士站，供乘坐37路線的乘客上落。[3][4][5][6]

- 2016年5月14日至8月上旬，配合鋪設天然氣管道施工，本站臨時遷移至南京街（往韶關街方向），與原站距離約120米。[7]

- 2017年4月29日，37路線總站遷往松樹尾總站，並大規模調整及延伸行程，本站因此永久取消。[8][9][10][11][12]

## 設施
- 新福利站長室
- 一個巴士站牌

## 車道安排
- 只有一條車道

## 外部連結
- 澳門新福利公共汽車有限公司 （页面存档备份，存于）